# Невадовский, Николай Дмитриевич
Николай Дмитриевич Невадовский (Неводовский) (1878 — 18 октября 1939) — русский военачальник, генерал-лейтенант. Участник Первой мировой войны и Белого движения.

## Биография
Окончил 2-й Московский кадетский корпус и Константиновское артиллерийское училище. Преподаватель того же училища (на 1907). На 01.01.1909 Штабс-капитан л-гв. 1-й арт. бригады. На 01.01.1910 в том же звании, вновь преподавал в Константиновском артиллерийском училище. Участник Первой мировой войны. В 01.1915 Подполковник 15-й артиллерийской бригады. Награждён орденом Св. Георгия 4-й ст. (ВП 13.01.1915). Полковник (пр. 1915; ст. 17.03.1913; за боевые отличия). Командир дивизиона 15-й артиллерийской бригады. Командир 3-го Сибирского горно-артиллерийского дивизиона (с 04.12.1915). В мае 1917 — Генерал-майор и командующий 64-й арт. бригадой. В конце 1917 — инспектор артиллерии 12-го армейского корпуса.

## Реляция о награждении
Подплквн. Николаю Невадовскому за то, что в бою 26 авг. 1914 г., заняв с полу батареей открытую позицию на опушке леса в расстоянии 600—700 саж. от наступавшего противника, находясь в положении крайней опасности, меткой стрельбой остановил наступающие цепи неприятельской пехоты, привлек на себя огонь двух гаубичных батарей, чем дал возможность своим соседним пехотным частям устроиться и занять позицию.— ж. Разведчик 1915 № 1269

## Добровольческая Армия
В феврале 1918 покинул службу и прибыл в 1-ю отдельную бригаду русских добровольцев полковника Дроздовского, формировавшуюся на Румынском фронте. Зачислен рядовым, но вскоре был назначен начальником артиллерии бригады. Принял участие в походе отряда полк. Дроздовского от Ясс до Новочеркасска и вошёл в состав Добровольческой армии 12.05.1918. 31.05.1918 назначен инспектором артиллерии Добровольческой армии. В 01.1919 назначен инспектором артиллерии Крымско-Азовской Добровольческой армии. Приказом Главнокомандующего ВСЮР за № 324 от 19.02.1919 произведен в Генерал-лейтенанты. После расформирования Крымско-Азовской армии в 06.1919 назначен инспектором артиллерии войск Северного Кавказа. Начальник гарнизона города Кисловодска и всего Минераловодского района (10.1919—01.1920). Эвакуировался в Галлиполи.

## Эмиграция
Одно время руководил офицерскими организациями в Греции (упомянут в сводке ИНО ОГПУ о положении русской эмигрантской колонии в Афинах от 23.06.1924). Позже уехал во Францию (по одним известиям в 1924, но известно его письмо из Афин от 30.09.1927, где он сообщает ген. П. Н. Врангелю о своем намерении перебраться во Францию). В Париже работал простым рабочим, затем приказчиком в бакалейной лавке. Делегат Российского Зарубежного съезда 1926 от Парижа и его окрестностей. Основатель и председатель Союза добровольцев. Член Союза участников 1-го Кубанского похода, Общества русских офицеров-артиллеристов, Союза галлиполийцев во Франции. Редактор газеты «Доброволец» (1936—1938). Сотрудничал в «Артиллерийском журнале». Автор мемуарного очерка «Первые походы» (опубликован в «Вестнике первопроходника», Лос-Анджелес, 1963, 26). Погиб под колёсами грузовика близ Кэнси-су-Сенар, под Парижем. Похоронен на местном кладбище (по др. данным на кладбище Сент-Женевьев де Буа).

### Награды
- Орден Святого Станислава 2-й ст.с мечами
- Орден Святого Георгия 4-й ст. (ВП 13.01.1915).